# Fédération française de motocyclisme
 (février 2015).
Si vous disposez d'ouvrages ou d'articles de référence ou si vous connaissez des sites web de qualité traitant du thème abordé ici, merci de compléter l'article en donnant les références utiles à sa vérifiabilité et en les liant à la section « Notes et références ».
Pour les articles homonymes, voir FFM.
La Fédération française de motocyclisme (FFM), est fondée le 3 mars 1913 sous le nom d’Union motocycliste de France et affiliée au Comité national olympique le 17 juin 1937. La Fédération a adopté son nouveau nom le 7 décembre 1945.
Elle est délégataire du ministère de la Jeunesse et des Sports, chargée d’une mission de service public, elle a pour mission d’organiser et développer le sport motocycliste et quad en établissant la réglementation et l’organisation des épreuves de l’ensemble des disciplines concernées.
La fédération est présidée par Sébastien Poirier depuis octobre 2020, son directeur général est Vincent Chaumet-Riffaud, son siège est à Paris.

## Missions
La FFM est présente dans toutes les dimensions de l’univers motocycliste, sport, loisir, pratique quotidienne... Son action est conduite par des milliers de bénévoles sur le terrain et par un personnel de près de soixante permanents, essentiellement basés au siège à Paris.
La fédération établit la réglementation sportive et organise les épreuves de l’ensemble des disciplines moto et quad en France. Elle gère également l’aspect sportif de grandes compétitions internationales (Grand Prix de France, épreuves françaises des championnats du monde de motocross, championnat de France de courses sur sable, 24 Heures Moto, Rallye Dakar, Bol d'or etc.).
La fédération s’attache à faciliter aux jeunes l’accès à la moto, à les initier et à les perfectionner (il existe des formules d’initiation dès l'âge de six ans). Les meilleurs d’entre eux, dans les quatre disciplines de haut niveau - vitesse, moto-cross, enduro et trial - peuvent intégrer les filières sportives du haut niveau (Collectifs, Pôles Espoirs et Équipes de France …) formant aujourd'hui le Parcours d'Excellence Sportive (PES).
La FFM développe également de nouvelles activités dans le domaine des loisirs. Elle coordonne et anime son réseau de clubs et d'adhérents et lui apporte des formules adaptées et des services (création d’infrastructures, conseils juridiques, formation des officiels et des éducateurs sportifs, labellisation).

## Composition
- 1 300 moto clubs affiliés[1] ;
- 1 300 épreuves sportives ;
- 102 615 Licences et titres de participation[2] ;
- 18 ligues motocyclistes régionales (dont cinq dans les DOM-TOM) ;
- 83 comités départementaux motocyclistes.